# SpaceX CRS–5
A SpaceX CRS–5, vagy SpX–5, a  Dragon teherűrhajó repülése volt a Nemzetközi Űrállomáshoz. Ez volt a SpaceX teherűrhajójának hetedik indítása, egyúttal a SpaceX és a NASA között létrejött Commercial Resupply Services (CRS) szerződés keretében végrehajtott ötödik repülés. Az űrhajót 2015. január 10-én indították egy  Falcon 9 v1.1  hordozórakétával Cape Canaveralből.